# ルキウス・アエミリウス・マメルクス
ルキウス・アエミリウス・マメルクス（ラテン語: Lucius Aemilius Mamercus）は共和政ローマ初期の政治家・軍人。紀元前484年、紀元前478年と紀元前473年に執政官（コンスル）を務めた。

## 略歴

### 最初のコンスルシップ
紀元前484年に一回目の執政官に就任、ウォルスキ族に勝利した。ハリカルナッソスのディオニュシオスによれば、最初の戦闘でマメルクスは敗北し、残存兵力とともにあやうく捕虜になるところであった。しかし、同僚執政官のカエソ・ファビウス・ウィブラヌスから数個マニプルス（中隊）を受け取ってウォルスキ軍に勝利し、包囲から逃れることが出来た。とは言うものの、最良の部隊を失ってしまったことを恥じて、年末のローマでの政務官選挙には戻らず、野営地で冬営した。

### 二度目のコンスルシップ
紀元前478年、二度目の執政官に就任。同僚執政官はガイウス・セルウィリウス・ストルクトゥス・アハラであった。多方面に敵をかかえていたローマは、前年からウェイイとの戦いはファビウス氏族が単独で行うこととなっていた。ファビウス軍は、クレメラ川に野営地を築き防御を強化し、翌紀元前478年にはウェイイ領土の略奪に成功した。対してウェイイはエトルリアから軍を集め、クレメラ川沿いのファビウス軍野営地を攻撃・包囲した。このときマメルクスが救援に駆けつけ、ローマ軍騎兵の突撃によりウェイイ軍を撤退させた。ウェイイ軍はサクサ・ルブラまで後退し、和平を求めてきた。ディオニュシオスによれば、条約には領土の割譲も賠償金も含まれず、さらには人質の差出もなかったため、元老院はこれに不服であった。このためマメルクスは凱旋式の実施を認められず、代わりにウォルスキ族とアエクイ族と戦っている同僚執政官のアハラを支援するように依頼された。これに怒ったマメルクスは軍を解散し、民会において土地問題から目をそらせるためにウェイイとの戦争を故意に遅らせていると、元老院を非難した。

### 三度目のコンスルシップ
紀元前473年、マメルクスは三度目の執政官に就任した。同僚執政官はウォピスクス・ユリウス・ユッルスであった。この年、護民官グナエウス・ゲヌキウスは、再び土地の分配を要求し、前年の執政官二人を裁判にかけようとした。その後ゲヌキウスはベッドで死亡しているところを発見されたが、死体に外傷はなかった。他の護民官達は、ゲヌキウスがイニチアチブを握ることを恐れていた。このためパトリキはその力を見せようとした。前年にウェイイとの40年間の講和が成立していたにもかかわらず、軍の編成が宣言され、両執政官はこれを無慈悲に実施しようとしたために、プレブスからの反感を買った。結果として、両執政官は任期の残りの期間をロストラでの論争に費やし、軍の編成はできなかった。

### その後
紀元前470年、再び土地分配問題が議論されたが、このときにマメルクスはプリーンケプス・セナートゥース（元老院第一人者）であり、プレブスに公有地を分配することに肯定的な演説を行っている。

## 家族
パトリキ（貴族）であるアエミリウス氏族の出身。氏族としては、最初の執政官である。紀元前470年と紀元前467年の執政官ティベリウス・アエミリウス・マメルクスは息子である。

## 参考資料
- ハリカルナッソスのディオニュシオス『ローマ古代誌』
- ティトゥス・リウィウス『ローマ建国史』